# Ana Estela Haddad
Ana Estela Haddad (São Paulo, 19 de maio de 1966) é uma cirurgiã-dentista, professora e gestora pública brasileira. Desde janeiro de 2023, comanda a Secretaria de Informação e Saúde Digital do Ministério da Saúde.
Em 1988, concluiu sua graduação na Faculdade de Odontologia (FO) da Universidade de São Paulo (USP), onde também realizou mestrado (1997) e doutorado (2001) em Ciências Odontológicas, além de obter o título de livre-docente (2011). Em 2003, passou a integrar o corpo docente da FOUSP, tornando-se a primeira mulher a ocupar o cargo de professora titular do Departamento de Ortodontia e Odontopediatria.
Em 2021, seu nome figurou na lista dos 10.000 cientistas mais relevantes da América Latina (Latin America Top 10.000 Scientists), segundo a classificação do AD Scientific Index.
Atuou como assessora (2003–2005) no Ministério da Educação, participando da criação do Programa Universidade para Todos (PROUNI) e da Universidade Aberta do Sistema Único de Saúde (UNA-SUS). No Ministério da Saúde, esteve vinculada à Secretaria de Gestão do Trabalho e da Educação na Saúde, como Diretora de Gestão da Educação na Saúde (2005–2010).
Desde 1988, é casada com o professor e político Fernando Haddad, com quem tem dois filhos.

## Obra
Livros
- HADDAD, A. E. (Org.). São Paulo Carinhosa: o que grandes cidades e políticas intersetoriais podem fazer pela primeira infância. São Paulo, SP: Secretaria Municipal de Cultura, 2016. 600 p.
- OLIVEIRA, A. E. F.; HADDAD, A. E. (Orgs.). Saúde bucal da gestante: acompanhamento integral em saúde da gestante e da puérpera. São Luís: EDUFMA, 2018. 117 p.
- OLIVEIRA, A. E. F.; HADDAD, A. E. (Orgs.). Odontologia para pacientes com comprometimento sistêmico. São Luís: EDUFMA, 2018. 83 p.
- ALVES-COSTA, S.; PEREIRA, S. M. S.; HADDAD, A. E.; RIBEIRO, C. C. C.; OLVEIRA, A. E. F. (Orgs.). Os primeiros mil dias de vida: a odontologia na perspectiva DOHaD. São Luís: EDUFMA, 2022. 72 p.
- OLIVEIRA, A. E. F.; HADDAD, A. E. (Orgs.). Urgências odontológicas na atenção primária à saúde. São Luís: EDUFMA, 2022. 94 p.
- OLIVEIRA, A. E. F.; SILVA, D. G.; HADDAD, A. E. (Orgs.). Doenças crônicas não transmissíveis: fatores de risco e rede de atenção à saúde bucal. São Luís: EDUFMA, 2022. 78 p.
- OLIVEIRA, A. E. F.; RIBEIRO, C. C. C.; HADDAD, A. E.; SILVA, D. G. (Orgs.). Assistência Odontológica para pacientes com doenças crônicas não transmissíveis: câncer. São Luís: EDUFMA, 2022. 70 p.